# Blíževedly
Blíževedly – gmina w Czechach, w powiecie Česká Lípa, w kraju libereckim. 1 stycznia 2014 liczyła 667 mieszkańców.